# Ніч святого Валентина
«Ніч святого Валентина» (рос. Ночь святого Валентина) — копродукційний українсько-литовський романтично-комедійний фільм, знятий Володимиром Лєртом. Стрічка знята за форматом литовського фільму 2013 року студії Tauras Films «День Валентина» (Valentinas vienas). Фільм розповідає три історії кохання, які трапляються в день святого Валентина, слоган фільму — «У кохання не існує дат».
Прем'єра стрічки в Україні відбулась 10 березня 2016 року.

## Сюжет
Дії фільму відбуваються в Києві. Три романтичні новели розкажуть, на що готові піти герої в ім'я любові. Тут не важливо хто ти, простий гінеколог, фатальна жінка, музикант або студент першого курсу. Коли справа стосується любові — усі рівні. Поки всі закохані пари світу обдаровують один одного ніжними словами любові, герої фільму приймають сюрпризи долі. Популярна рок-зірка відчайдушно намагається дописати пісню для фільму Гая Річі і в творчих муках вперше за довгі роки зустрічає свою музу. Тим часом сором'язливий гінеколог в перервах між оглядом пацієнток закохується в фатальну красуню. Закоханість ціною в власну безпеку. Ближче до півночі місто не спить. Студенти першого курсу — тим більше! У цей день вони вперше влаштували масштабну вечірку, приурочену до дня закоханих. Їх ніч могла бути ідеальною, якби на одному танцполі якби не зустрівся ревнивий хлопець, заздрісна колишня і діджей, який прийняв удар нерозділеного кохання!

## У ролях
- Кирило Кяро — Валентин
- Даша Астаф'єва — Валентина
- Наталка Денисенко — Стела
- Валентина Войтенко (до шлюбу Мариніна) — Леся
- Костянтин Войтенко — Тарас
- Олег Собчук — Олег
- Олена Турбал — Лєра
- Віктор Андрієнко — Продюсер
- Андрій Джеджула — Марат
- Марк Дробот — Русік

## Виробництвто
Продюсерами кінопроєкту стали Жилвінас Науйокас — засновник литовською кіностудії «Tauras Films», Максим Данкевич — засновник литовського дистриб'ютора Acme film, а також Сергій Баранов — засновник української кіностудії Паноктікум. Зйомки проходили у Києві. Початковим режисером мав стати Карп Якін та Дар'я Лукашенко, потім лише Карп Якін, але й його згодом замінили на нового режисера Владіміра Лєрта, який зробив «Ніч Святого Валентина» у форматі кіноімпровізації. Імпровізацією фільм став випадково, через розбіжності творчої та продюсерської груп. Початково планувалося використання сценарію, але після того як з ним ознайомився режисер Володимир Лєрт та творча група, вони вирішили що з поточним сценарієм затвердженим продюсерами, фільм точно провалиться. Тому вирішили піти на ризик — писати новий сценарій наживо, під час зйомок.
Над сценаріє працювали Максим Данкевич та Володиир Лєрт. Також у написанні сценарію брав участь український сценарист Сергій Кулибишев, відомий за серіалом «Інтерни».

## Реліз
Стрічка вийшла в український прокат 10 березня 2016. Прем'єра фільму в Україні відбулася за підтримки Посольства Литви в Україні.